# Cissus oblongifolia
Cissus oblongifolia är en vinväxtart som beskrevs av Merrill. Cissus oblongifolia ingår i släktet Cissus och familjen vinväxter. Inga underarter finns listade i Catalogue of Life.